# Aristomaco di Argo
Aristomaco (in greco antico: Ἀριστόμαχος?, Aristòmachos; Argo, III secolo a.C. – Argo, 224 a.C.) è stato un politico e militare greco antico.
Dapprima tiranno di Argo, rinunciò spontaneamente al potere e divenne stratego della lega achea. Nelle fasi finali della guerra cleomenea si alleò con Cleomene III contro la lega stessa.

## Biografia
Succeduto ad Aristippo II alla tirannia di Argo qualche anno prima del 229 a.C., fu persuaso da Arato di Sicione, dopo la morte del re di Macedonia Demetrio II, a rinunciare spontaneamente al potere e a far entrare la sua città nella lega achea. Per agevolare il cambiamento costituzionale, la lega donò ad Aristomaco 50 talenti, che l'ex-tiranno utilizzò per saldare la paga ai suoi mercenari e congedarli. In compensazione della rinuncia alla tirannide di Argo, Aristomaco fu eletto stratego della lega achea per l'anno 228-227 a.C., proprio mentre stava scoppiando la cosiddetta guerra cleomenea, il conflitto tra Sparta e la stessa lega.
Dopo le prime scaramucce tra l'esercito spartano e quello acheo, il re di Sparta Cleomene III invase l'Argolide ed Aristomaco si preparò ad affrontarlo. Nonostante la notevole superiorità numerica (gli Achei avevano a disposizione ventisettemila opliti contro i cinquemila soldati al seguito di Cleomene), Arato, temendo di avere la peggio in uno scontro campale, costrinse Aristomaco ad evitare la battaglia.
Geloso del prestigio di Arato, che gli aveva di fatto impedito di esercitare il comando della lega achea nel corso dell'anno in cui era stratego, Aristomaco passò quindi dalla parte di Cleomene e lo aiutò a conquistare Argo, che per la prima volta dalla sua fondazione cadde in mano spartana. Per sopprimere ogni tentativo di ribellione, Aristomaco fece uccidere 80 tra i cittadini più eminenti che si erano politicamente schierati con gli Achei.
Arato chiese quindi aiuto al re di Macedonia Antigono III Dosone che, arrivato nel Peloponneso nel 224 a.C., riuscì ad impadronirsi di Argo, che si era ribellata all'arrivo delle truppe macedoni.
Aristomaco fu catturato dagli Achei, che lo condannarono a morte. Una volta strangolato, il suo cadavere fu gettato in mare a Cencrea.